# Francisco Inácio Solano
Francisco Inácio Solano (1721-1800) foi um teórico musical português ativo na segunda metade do século XVIII.

## Biografia
Francisco Inácio Solano foi filho de Francisco Bernardes e de Maria das Mercês e foi batizado a 31 de Julho de 1721 na Igreja Paroquial da Conceição Nova em Lisboa. Solano foi discípulo de Giovanni Giorgi (?-1762) no Real Seminário de Música da Igreja Patriarcal. Em finais da década de 30 aprendeu a tocar violoncelo. No início da década de 40 inscreveu-se na Irmandade de Santa Cecília como músico profissional. Foi membro activo desta Irmandade enquanto viveu. Casou-se com Eufrazia Luiza dos Anjos na Paróquia do Socorro em 14/10/1750.  A partir da década de 60 Solano começou a imprimir livros sobre teoria musical. Solano viveu a sua vida como professor privado de música de alguns meninos da nobreza e burguesia lisboetas. Viu-se envolvido em várias questões teóricas (querelas) ao longo da sua carreira sendo as mais famosas com João Vaz Barradas Muito Pão e Morato (na década de 60) e com José do Espírito Santo Monte (na década de 90). Faleceu em 18/09/1800.

## Obras

### Impressas
- Nova instrucção musical ou theorica pratica da musica rythmica, com a qual se forma, e ordena sobre os mais solidos fundamentos hum novo methodo, e verdadeiro systema para constituir um intelligente solfista, e destrissimo cantor, nomeando as nótas, ou figuras da solfa pelos seus mais proprios, e improprios nomes, a que chamamos ordinarios, e extraordinarios no canto natural, e accidental, de que procede toda a dificuldade na musica. Lisboa: Officina de Miguel Manescal da Costa, 1764.[6]

- Nova arte e breve compendio de musica para lição dos principiantes. Lisboa: Officina de Miguel Manescal da Costa, 1768/1ª edição. Lisboa: Officina de Simão Theodoro Ferreira, 1794, 2ª edição.[7]
- Novo tratado de musica metrica, e rythmica, o qual ensina a acompanhar no cravo, orgão ou outro qualquer instrumento, em que se possão regular todas as especies, de que se compõe a harmonia da mesma musica. Lisboa: Regia Officina Typografica, 1779.[8]
- Dissertação sobre o caracter, qualidades e antiguidades da musica. Lisboa: Regia Officina Typografica, 1780.[9]
- Exame instructivo sobre a musica multiforme, metrica, e rythmica, no qual se pergunta, e dá resposta de muitas cousas interessantes para o solfejo, contraponto, e composição, seus termos privativos, regras e preceitos, segundo a melhor pratica, e verdadeira theorica. Lisboa: Regia Officina Typografica, 1790.[10]
- Vindicias do tono. Exame critico-theorico sobre outro Exame theorico-critico das regras do canto ecclesiastico, em que ha hum tratado unico, e breve do infeliz tritono, que escreveo Fr. J. D. E. S. Monte por F.I.S. Valle. Lisboa: Regia Officina Typografica, 1793.

### Manuscritos atribuídos a Solano
- Solfejos de Soprano do senhor Francisco Ignacio Solano e David Perez
- Regras de acompanhamento

### Manuscritos perdidos
- Rezumo da defeza
- Primeiros elementos de cantar

### Epistolografia produzida por Solano
- Esta collecção contem differentes casos sobre diversas matérias pertinentes á Musica.
- Defeza do livro intitulado Nova instrucção musical ou theorica pratica da musica rythmica, contra huma ignorantissima critica, ou carta satirica, mandada em resposta de outra, a hum amigo a qual tem por titulo Verdades calcinadas no crisol inspectivo da musica activa de que he auctor o Doutor Inutroque Iure João Vaz Barradas Muito Pão e Morato. 1766.
- Resposta apologética de Francisco Ignacio Solano auctor da Nova instrucção musical, ou theorica pratica da musica rythmica a huma carta feita em Coimbra em 1765 que contra a mesma Instrucção musical escreveo o Cappitão M. M. M.
- Carta de Solano para o Abade Giovanni Battista Martini a 02/02/1765
- Carta de Solano a Frei Manuel do Cenáculo de Villas Boas a 18/05/1779

### Tradução
- Examen instructivo sobre la música multiforme, métrica y rythmica en el cual por preguntas y respuestas se da razon de muchas cosas necesárias para el contrapunto y composición: de sus términos privativos, reglas y preceptos segun la mejor práctica y verdadera teórica Tradução de Juan Pedro Almeyda y Motta.[11] Madrid: Imprenta de Collado, 1818.